# ادگار برگن
ادگار برگن (انگلیسی: Edgar Bergen؛ ۱۶ فوریهٔ ۱۹۰۳ – ۳۰ سپتامبر ۱۹۷۸) یک هنرپیشه اهل ایالات متحده آمریکا بود.
از فیلم‌ها یا برنامه‌های تلویزیونی که وی در آن نقش داشته است می‌توان به به یاد می‌آورم مادر اشاره کرد.